# Iglesia de El Salvador (Cuenca)
La iglesia de El Salvador, situada en la ciudad española de Cuenca, se levantó en la Baja Edad Media, cuando la ciudad vio aumentar su población y se expandió por el suroeste. Este templo, al igual que las otras iglesias que se edificaron en aquel tiempo, tenía una estructura muy simple; en este caso era de una nave amplia, con capillas entre los contrafuertes -según la tradición levantina-, estaba cubierta con armadura de madera y una torre de planta cuadrada se elevaba a los pies.
En el siglo XVI, el barrio de El Salvador continuó creciendo y, en ese sentido, es muy significativo el hecho de que, en 1534, cuando se llevó el agua a la ciudad, se pusiera una fuente en la puerta de la iglesia de El Salvador, para así abastecer a este barrio, en el cual tenían su morada familias tan notables como los Valdés.

## Cronología de las obras
A lo largo del siglo XVI, se hicieron diversas obras en la fábrica gótica, siendo las más importantes las que se llevaron a cabo, en los últimos años, en la capilla mayor y en la sacristía, en las cuales trabajaron activamente los maestros de cantería Pedro de la Vaca, Pedro de la Viña, Martín de Mendizábal el Viejo y Toribio de la Haza. Hay que destacar la labor del maestro de cantería Diego Gil, el cual cubrió la iglesia con una nueva armadura de madera, así como la sacristía y dos capillas. También en el siglo XVI, el edificio se amplió con la construcción de capillas a ambos lados de la nave y sabemos que Isabel de Moya, Juan del Collado, el regidor Alonso de Luna y los Justiniano tuvieron aquí su capilla, y que las dos primeras estaban presididas por retablos pintados por Juan Gómez de Mora sobrino de Francisco de Mora.
Sin embargo, la obra de mayor envergadura y que iba a afectar más a la estructura del edificio, ya que se modificaba su cubierta, se realizó en el siglo XVII, concretamente en el año [1656. En efecto, la nave, que tiene gran amplitud y altura, se cerró entonces con bóveda de medio cañón, perforada por lunetos y reforzada con arcos fajones que arrancan de pilastras. En su construcción, según se estipulaba en las condiciones, se empleó piedra toba. Fue diseñada por Juan del Pontón, que era maestro de obras del Obispado, y el dibujo se conserva en el Archivo Histórico Provincial de Cuenca. Esta obra se ejecutó a iniciativa de los regidores Mateo Carnerero y Pedro González de Aragandoña, que eran los prebostes del cabildo de la Virgen de la Soledad. Este cabildo también tenía su capilla en esta iglesia; y nos consta que en 1669 la cerraron con una reja diseñada por el arquitecto José de Arroyo.
Asimismo, en el siglo XVII, se realizó la portada del templo. El arco de medio punto de la puerta no está bien encajado entre las pilastras lo que la hace excesivamente plana. El remate se reduce a un frontón triangular, quebrado y roto por una hornacina, que guarda la escultura del titular de la iglesia. Su decoración es a base de dados y bolas. A principios del siglo XVIII, la capilla del Santo Sepulcro fue completamente remodelada. Está cubierta con cúpula, terminada en una linterna, y en su ornamentación se combinan los motivos geométricos, muy planos, con temas vegetales, más carnosos y de mayor relieve. Esta capilla pertenece al Cabildo de Caballeros y Escuderos de Cuenca (y, hasta tiempos muy recientes, se les armaba caballeros en ella).
En el siglo XIX, la iglesia de El Salvador cobró especial relevancia al absorber a los feligreses de otras parroquias; razón por la cual se decidió su reforma en el año 1863. Se encargó de la misma Juan José Trigueros, arquitecto diocesano, quien, en unos dibujos muy cuidados, nos muestra las actuaciones que proyectaba acometer, y que afectaban principalmente al exterior del edificio. La mayor novedad del proyecto de Trigueros consistía en trasladar la torre a la cabecera del templo, y en disponer la fachada principal en el lado oeste. La portada, un tanto clasicista, la revestía con una monumentalidad de la que había carecido anteriormente.
Esta idea, sin embargo, no se materializó hasta 1903; y ello de acuerdo con un plan, pero mucho más simplificado, ya que sólo se actuó en los pies de la iglesia, concretamente en el coro y en la torre. Los trabajos se ejecutaron con toda celeridad, pues en agosto de 1903 Luis López de Arce presentó el proyecto definitivo de la obra a realizar y dos años más tarde, en 1905, la torre ya estaba en pie. Se trata de una torre muy ecléctica, neogótica, de piedra y ladrillo, con extrañas resonancias mudéjares, en la cual se pueden rastrear fuentes muy diversas, tanto en el tiempo como en el espacio. Su ambigüedad decimonónica pesa palpablemente en el conjunto exterior del templo.